# Mandrake (álbum)
Mandrake es el quinto álbum compuesto por la banda alemana de power metal Edguy. Este álbum fue lanzado el mismo año que el primer trabajo del proyecto alterno de Edguy: Avantasia.

## Lista de canciones
Todas las letras y música compuesta por Tobias Sammet, excepto las pistas 2, 3 & 5, en las cuales colaboró Jens ludwig
1. "Tears of a Mandrake" (7:12)
2. "Golden Dawn" (6:07) (Jens Ludwig/Tobias Sammet)
3. "Jerusalem" (5:27) (Jens Ludwig/Tobias Sammet)
4. "All the Clowns" (4:48)
5. "Nailed to the Wheel" (5:40) (Jens Ludwig/Tobias Sammet)
6. "The Pharaoh" (10:37)
7. "Wash Away the Poison" (4:40)
8. "Fallen Angels" (5:13)
9. "Painting on the Wall" (4:36)
10. "Save Us Now" (4:34)
11. "The Devil and The Savant" (special edition) (5:28)
12. "Wings of a Dream" (2001 remastered version)

## Créditos
- Tobias Sammet (Voces)
- Jens Ludwig (Guitarra)
- Dirk Sauer (Guitarra)
- Tobias Exxel (Bajo)
- Felix Bohnke (Batería)

### Álbum
| Listas (2001) | Posición |
| ------------- | -------- |
| Suecia        | 32       |
| Francia       | 47       |

- Datos: Q1930117